# 13294 Rockox
13294 Rockox è un asteroide della fascia principale. Scoperto nel 1998, presenta un'orbita caratterizzata da un semiasse maggiore pari a 2,2590613 au e da un'eccentricità di 0,0975737, inclinata di 5,73419° rispetto all'eclittica.
L'asteroide è dedicato all'umanista belga Nicolaas Rockox.